# 西松建設事件
西松建設事件（にしまつけんせつじけん）は、準大手ゼネコンの西松建設をめぐる汚職事件である。

## 概要
2008年から東京地検特捜部が西松建設本社を家宅捜索し、2009年に捜査が政界に波及した。
西松建設幹部と国会議員秘書など計5人が立件された。裁判では4人が執行猶予付きの禁錮刑、1人が略式手続きによる罰金刑が確定した。
また、政府高官が記者団との懇談で「自民党側は立件できないと思う」「自民党の方にまで波及する可能性はないと思う」と発言。この発言について東京新聞は社説で「聞き捨てならない。中立公正であるべき検察捜査への疑念も招きかねない」「いかなる意図か。この高官に、公開の場での弁明を強く求める」と主張した。発言した漆間巌内閣官房副長官は記者会見で、発言は一般論であり自民党に特定して発言した記憶はないと釈明した。
西松建設がダミー団体に幹部社員らが寄付する形で政治献金を捻出して賞与の形で寄付分の穴埋めをしていたが、会社に損害を与えたとして西松建設の個人株主が、旧経営陣10人に計約6億9000万円の損害賠償を求めた株主代表訴訟を起こし、2014年9月25日に東京地裁は6人に対して役員としての注意義務違反があったとして計約6億7200万円を西松建設に支払うよう命じる判決を言い渡した。また有罪が確定した元社長に対し、西松建設は約11億8000万円の損害賠償を求める訴訟を起こしているが、2013年1月に和解が成立している。

## 偽装献金事件
後述の西松建設の裏金事件の捜査の過程で発覚。
西松建設からOBらを代表とした政治団体を通じて大物政治家などへの違法な献金が行われた容疑が浮上した。西松建設の政治団体から政治献金を受け取っていた政治家（当時の役職）と団体は
自民党
- 二階俊博経済産業大臣 : 30万円（ほかに、二階派 : 838万円）、尾身幸次元財務大臣 : 2080万円、加藤紘一元幹事長 : 1400万円、藤井孝男元運輸大臣 : 600万円、森喜朗元首相 : 500万円、藤野公孝元参議院議員 : 400万円、山口俊一首相補佐官 : 200万円、加納時男国交副大臣 : 200万円、川崎二郎元厚生労働大臣 : 140万円、山本公一元総務副大臣 : 114万円、林幹雄前国家公安委員長 : 100万円、古賀誠元幹事長 : 16万円、渡辺具能元国交副大臣 : 14万円、

民主党
- 小沢一郎代表 : 3100万円、山岡賢次国対委員長 : 200万円、岩手県連 : 900万円

改革クラブ
- 渡辺秀央代表、元郵政大臣 : 300万円

国民新党
- 自見庄三郎副代表 : 30万円

自民系首長
- 村井仁

などであった。

### 小沢ルート
小沢一郎民主党代表を巡る事件。

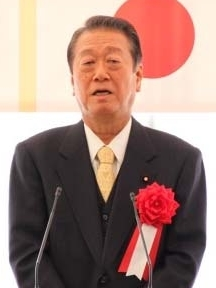
小沢一郎

2009年3月3日に小沢一郎の公設秘書である大久保隆規と西松建設社長の國澤幹雄と西松建設幹部1人が政治資金規正法違反で逮捕された。
大久保と國澤は政治資金収支報告書に2002年から2006年までの4年間に西松建設から計3500万円（陸山会が計2100万円、民主党岩手県第4区総支部が計1400万円）の献金を西松建設の2つの政治団体からの献金と虚偽記載したとして起訴された。西松建設幹部1人は積極的関与ではないとして起訴猶予となった。國澤は執行猶予付き有罪判決が確定した。
大久保は西松建設の2つの政治団体について実体があり西松建設のダミー団体と認識していなかったとして無罪を主張したが、東京地裁の判決では「2政治団体の銀行届出印は西松建設が所持していたことから、西松建設を表に出さないためだけの政治活動の実態がないダミー団体である」「大久保が献金総額などの重要事項について2政治団体に接触せずに西松建設の幹部とのみ接触して決定しており、2政治団体を西松建設のダミー団体と認識していた」「岩手と秋田の談合調整をしていた小沢事務所に西松建設からの献金と認識してもらう必要があることを大久保が理解していなかったことは不自然である」などから、2政治団体の献金は主体が西松建設と認識していたことは明らかと認定し、他人名義による寄付や企業献金を禁止した政治資金規正法の趣旨に外れて是認されないとして有罪となった。2013年3月13日、東京高裁で禁錮3年・執行猶予5年の判決が下され、大久保は同27日に上告を断念し判決が確定。

#### 経緯

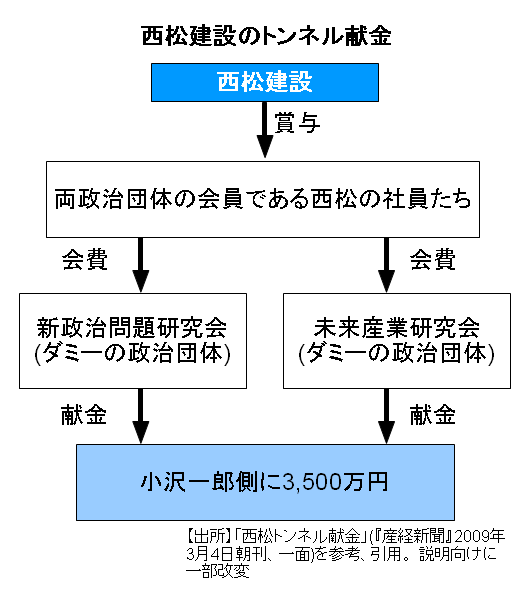
西松建設から小沢側へ行われたとするトンネル献金（検察による起訴内容）

2009年3月3日、小沢一郎の資金管理団体「陸山会」の会計責任者兼公設第一秘書が政治資金規正法違反の容疑で逮捕され、東京地検特捜部により、東京にある小沢の資金管理団体「陸山会」事務所の家宅捜索が行われ、ついで2009年3月4日には小沢の地元事務所も捜索された。
2009年3月4日、小沢は疑惑を否定しつつも「献金が違法ということが明らかになったときに返却するつもりだ」と述べた。
2009年3月5日、自民党では二階派及び森が西松建設からの献金の返還を表明。大阪府吹田市の阪口善雄市長も「違法性のある献金ならば何らかの形で返したい」と西松建設が購入した70万円分のパーティー券について述べている。一方、衆議院議員時代に西松建設に20万円のパーティー券を購入してもらった長野県知事村井仁は西松建設からの献金の返却について考慮しないと答えている。
2009年3月10日、民主党の西岡武夫参院議院運営委員長が「党執行部と相談した上で検事総長の証人喚問を考えたい」とコメント。
2009年3月12日、東京地検特捜部は小沢の元秘書・石川知裕衆院議員を参考人聴取した。
2009年3月13日、西松建設の捜査について民主党内から検事総長の証人喚問を求められていることに対して森英介法務大臣は「検察官を証人として国会に出頭させることは、検察官の独立性と公正性の保持の観点から悪影響を及ぼす」として反対を表明した。
2009年3月24日、東京地検は政治資金規正法違反として小沢の公設第一秘書と西松建設前社長を起訴。起訴状によると、公設第一秘書は2003年から2006年にかけて西松建設からの献金と知りながらダミーの政治団体「新政治問題研究会」「未来産業研究会」の名義で小沢の資金管理団体である陸山会には2100万円、小沢が代表を務める民主党岩手県第4区総支部には1400万円の寄付を受取り、その上で政治資金収支報告書に虚偽の記載を行ったとされた。
2009年3月27日、民主党代議士会は小沢の代表続投を了承した。
2009年4月28日、党本部で記者会見を行い、企業・団体献金の即時全面禁止を表明した。企業・団体献金の取り扱いについて「ディスクロージャー（情報開示）が大事だが、解釈の違いが起きたりすると、政治に間違った影響を与える。即時に全面禁止すべきだ」と述べた。民主党として「即時全面禁止」を盛り込んだ政治資金規正法改正案の提出を検討するとともに、次期衆院選の政権公約（マニフェスト）に盛り込む見通し。一方、法案化については、即座禁止ではなく「5年以内の禁止」を盛り込んだ政治資金規正法改正案の提出を目指している。
民主党のマニフェストは、菅直人代表代行と岡田克也副代表がそれぞれ党代表を務めていた2002年と2004年の衆院選のマニフェスト（政権公約）では「公共事業受注企業からの政治献金全面禁止」が明記されていたが、小沢が代表に就任した際「個人献金より企業献金の方が癒着が少なく、望ましい」と持論を述べ、2007年の参院選のマニフェストからは削除された。
小沢は、この問題における党内の動揺を受け、5月11日に民主党代表を辞任した。

### 村井ルート

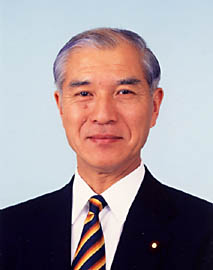
村井仁

村井仁長野県知事を巡る事件。
西松建設幹部の供述で村井知事に裏金が渡った疑惑が浮上。村井の秘書であった長野県参事に対し東京地検特捜部による事情聴取が複数回行われたが、2009年2月24日に長野県参事が自殺。キーマンの死亡で事件の真相がわからないまま捜査が終結した。
その後、朝日新聞の2014年3月5日の記事によると、警視庁の外郭団体「自警会」が2005年に発注した東京警察病院の建設工事の入札（約94億円）に絡み、後藤田正晴元警察庁長官と村井仁元国家公安委員長のそれぞれの秘書が西松建設から計2000万円の現金を受け取っていた疑惑で特捜部が捜査していたことが判明。特捜部の任意聴取により後藤田秘書は現金受領を認めたものの2005年時の後藤田は1996年に国会議員を引退して政治家ではなかったため賄賂罪には問われず、入札公告時に現職国会議員だった村井の秘書への現金供与に違法性について捜査の焦点が絞られていた。

### 二階ルート

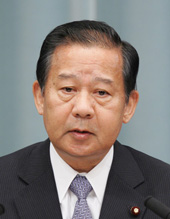
二階俊博

二階俊博経済産業大臣を巡る事件。
二階俊博の派閥（二階派）のパーティー券購入を偽装していた事件。
2009年4月30日、西松建設社長の國澤幹雄らが2006年にダミー団体「新政治問題研究会」などの名義で自民党二階派政治団体「新しい波」から計340万円のパーティー券を購入し、翌年にかけては社員ら60人の名義で個人献金を装い二階が代表を務める自民党和歌山県第3選挙区支部へ計600万円を寄付したことは政治資金規正法違反の疑いがあるとして、大阪市の市民団体が東京地検に國澤らを告発。また違法献金の認識がありながら受け取ったとして二階派の会計責任者も告発した。
6月1日に東京地検は國澤を起訴猶予、二階派会計責任者の泉信也を不起訴としたが、6月16日に東京都第3検察審査会は國澤を起訴相当、泉を不起訴不当と議決。これを受けて東京地検は國澤を追起訴、泉については再度不起訴処分とした。
7月17日、東京地裁は政治資金規正法違反で國澤に禁錮1年4月・執行猶予3年を言い渡し、8月1日判決が確定した。12月9日、2006年からの3年間に西松建設から受けた計900万円の献金を西松の社員ら60人からの個人献金として政治資金収支報告書に虚偽記載したとして、東京地検は二階の政策秘書を政治資金規正法違反で略式起訴。同日、東京簡裁は秘書に罰金100万円の略式命令を出した。
この事件を受けて、二階俊博は自民党選挙対策局長を辞任した。

### その他のルート
西松建設の政治団体名義で藤井孝男や林幹雄に献金していたとして、西松建設社長を政治資金規正法違反（第三者名義の寄付）容疑で告発されたが、起訴猶予処分となった。

## 不正経理事件
西松建設が海外から裏金を不正に持ち込み、一部が横領された事件。
2008年11月21日、元副事業部長が海外事業で捻出した裏金約1億円を無断で国内に持ち帰った事件で、西松建設社長である國澤幹雄の自宅も外国為替及び外国貿易法違反容疑で家宅捜索。西松建設幹部3人と系列不動産会社幹部2人が逮捕された。西松建設幹部3人が外国為替法違反で起訴され、系列不動産会社幹部2人は起訴猶予となった。また西松建設幹部1人は約4500万円を横領した業務上横領罪でも起訴された。
西松建設のおよそ10億円の裏金の使途については海外工事を受注するための贈賄工作、日本の政界に対する偽装献金に使われていたとされる。

## その他

### 献金の背景とルート

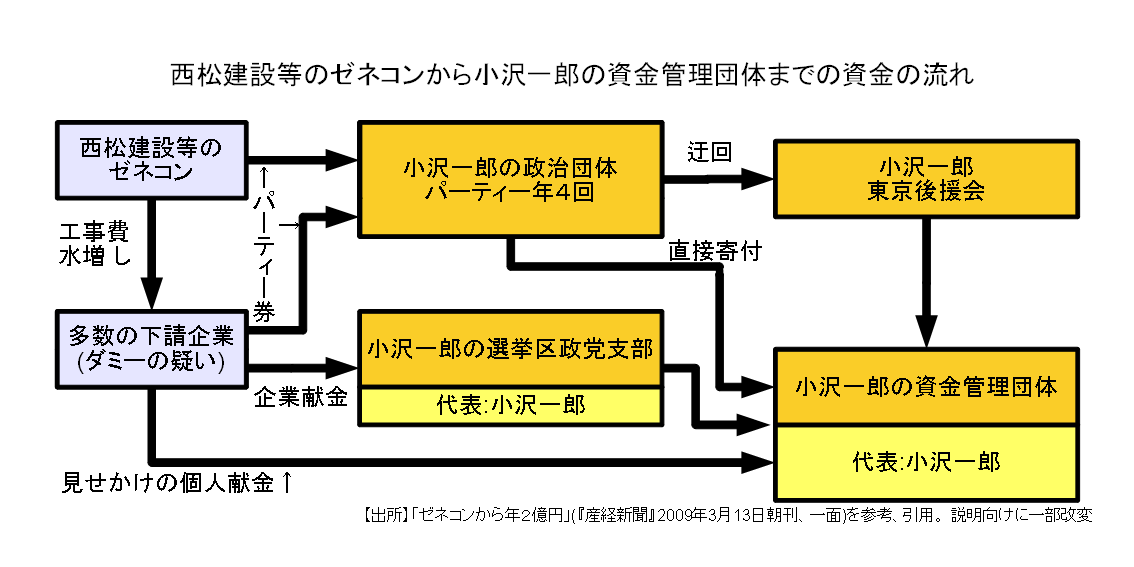
検察側が主張する下請け業者ルート（『産経新聞』による解説）

1993年の鹿島建設東北支店の談合の仕切り役交代を契機に、公共事業の受注調整に際して小沢側の意向が大きな影響力をもつようになったとされる。一方、西松建設は東北地方を不得手としていたことから、受注の便宜を目的として1995年頃に小沢側と毎年2500万程度の献金を行う約束を行った。その後、東北地方での西松建設の受注高は増加したが、西松内部でも小沢側への献金の効果とする見方と談合の結果とする見方に分かれている。一方、小沢は献金と工事受注の結果とは関係がないとの認識を表明している。
西松建設側の供述によれば、公設秘書は西松建設に対して小沢の地盤である岩手県奥州市で建設中の胆沢ダムについて「胆沢ダムは小沢ダム」と発言し、献金を要請していたという。
献金は1999年ごろまでは西松建設名義で行われていたが、2003年以降は以下の2ルートで献金が行われている。
- 西松建設→政治団体（『新政治問題研究会』・『未来産業研究会』）→陸山会・民主党岩手県第4区総支部等（毎年1500万円）
- 西松建設→下請け業者（松和会）→民主党岩手県第4区総支部（毎年1000万円）

この内、起訴されたのは政治団体経由の献金であり、下請け業者ルートの献金については起訴されていない。なお、談合決別宣言等の影響により2006年の500万を最後に政治団体経由の献金も打ち切られ、政治団体も既に解散している。
また西松建設に限らず複数のゼネコンからの下請け業者ルートも報告された。
なお、西松建設がおこなった内部調査によれば、政治家への献金目的について「発注を得たいというより、受注活動を妨害しないでほしかった」と供述する社員がいたとしている。

### ダミーとされる政治団体についての認識
小沢は秘書逮捕を受けた2009年3月4日の会見で「政治団体の原資がどういう形でどういうところから入ってくるのか、それは知るすべもありません」としていた。この小沢会見の直後、捜査関係者及び西松関係者を情報源として、小沢側が献金に際し直接西松建設と献金額の調整を行い、同社宛てに請求書を送付していたとの報道がなされた。また、検察はこの請求書や西松側の供述を証拠に小沢秘書が西松建設のダミー団体であることを十分認識していたと判断しているとされた。西松建設への請求書報道に対し、小沢は3月22日の会見で、秘書に任せていたため小沢自身は当該政治団体からの献金の存在も知らず、請求書の送付についても「わからない」とした。
2009年6月19日、検察は国沢前社長の初公判や大久保の公判において「新政治問題研究会・未来産業研究会からの献金が、実質的に西松建設側からの献金だと知っていた」、「西松建設側からの支援は会社として行われてきたもので、窓口となっていた幹部の一存ではなく、西松の社長やしかるべく役職の人が決裁し、会社の経営判断で行われてきたと認識していた」とする小沢秘書の供述調書を明らかにした。
2010年1月13日に行われた小沢秘書の第2回公判では、「当時の（西松建設の）経営企画部長からダミーの政治団体を作ることになったので、庶務的な仕事をしてほしいと言われました」とする新政治問題研究会代表の供述調書が読み上げられた。西松建設元総務部長は、「（献金していた）当時は、政治団体がダミーとは全く思っていなかった」と証言し、ダミー団体であったとする新政治問題研究会代表の認識や「主導して設立したのは間違いない」とした国沢前社長の供述と食い違いをみせている。

### 小沢に対する弁護と批判
小沢は事件について自ら説明をおこなったが、この中で小沢が捜査について「不公正な国家権力、検察権力の行使」と述べていることについては民主党の内外から批判の声が出ている。（ただ、自民党の麻生内閣が内閣官房副長官に漆間巌を起用した理由は漆間が警察OBであることから現役警官から情報が得られ、小沢一郎民主党代表の持病である狭心症の状態や、民主党大物議員のマルチ商法スキャンダルを調査させるという目的であることも取りざたされていた)また報道機関による世論調査では、国民が小沢の説明に納得していないとの結果が得られたとしている。3月27日にも民主党の参院議員総会と代議士会で説明しているが、代議士会において小宮山洋子議員からは「法廷闘争と選挙戦略は全く別だ。地元では『新しい体制を作ってほしい』という声が多い」 と小沢の代表続投に異議を唱えられ、近藤洋介議員からは「世論調査では説明に納得していない国民が8割いる。なぜ数千万円の献金をもらい続けたのか」と説明を求められ、一方小沢鋭仁、小宮山泰子両議員には代表の続投を支持され、全体として代表続投が決まった。
達増拓也岩手県知事は小沢の公設第一秘書が逮捕された翌日、その政治資金規正法違反事件について「これほど疑念を持たれている捜査はないんじゃないか。現段階では、よほどのことがないまま政治活動の自由が大きく制限されている」と東京地検特捜部の捜査を批判し、小沢の記者会見における献金の違法性の否定については「非常に分かりやすく、得心できた」と大きな意味があったとしている。
民主党の機関誌「プレス民主」09年4月17日号で、ジャーナリスト高野孟と田中康夫新党日本代表がこの捜査や小沢一郎代表交代論を批判した。
民主党の枝野幸男元政調会長は小沢の代表続投の判断について「今後も説明の努力をされ、（世論調査結果に表れる）納得できないとか辞めるべきだというのを大幅に下げる政治責任がある」とコメントし、小沢が多額の企業献金を得ていることについては「政治体質が私と百八十度違う。我が党の党首にはふさわしくないと一貫して思っている」と述べている。民主党員である小宮山洋子議員は公然と小沢の代表辞任を要求していた。なお、民主党の菅直人代表代行も小沢代表の辞任を求めたと伝えられたが後に釈明している。
国民新党の亀井静香代表代行は小沢の代表辞任を求めた。共産党の志位和夫委員長は小沢には「長年多額の企業献金を受けてきたことの総括」と「国民が納得できる説明」が必要とした。
岩井奉信日本大学教授は、「小沢氏は規正法の趣旨について熟知しているため報告書は詳細だ」と述べている。

### 報道について
公設第一秘書の起訴直後、各報道機関によって「秘書が起訴内容を大筋認める」との報道がなされたが、秘書の弁護人は「大筋を認めたとする報道と弁護人らの認識は全く異なっている」とするコメントを発表した。秘書の初公判において、「法律の網の目をくぐったダミー団体で、形式上あるだけ。政治活動の実体がない『トンネル（団体）』に過ぎないと思ったのです」、「西松建設からの献金は、金額が多く目立つので、あれこれ詮索されるのを避けたかった」と秘書は一端自白した後に否認に転じたことがわかった。なお、秘書は一端自白したのは「政治的な影響を最小限にとどめたかったから」としている。
また、報道が検察や自民党の意を汲んだマスメディアによる情報操作であるとの主張もある。ニューヨーク・タイムズは、検察への取材申し込みについて「記者クラブに加盟していないこと」を理由に拒否されたとした。『東京新聞』は、西松から献金を受け取った自民党政治家（二階俊博）の件について記事にしたところ、望ましくない内容であるという理由で検察側から取材拒否および東京地方検察庁への3週間の出入り禁止措置を受けた。東京新聞の瀬口晴義新聞担当報道長は「検察官に逆らうことは最後のメディアタブーのうちの1つ」と述べている。この一件以後、記者クラブに加盟している報道機関は検察および自民党に有利な報道をおこなうようになったと主張する者もいる。

### 検察の捜査姿勢への賛否
小沢側は事件に対する検察の捜査が国策捜査に当たると非難した。民主党の原口一博衆議院議員はこれを否定する一方で捜査当局でしか知り得ない情報がメディアから流布されることを問題とし、国家公務員による秘密漏えいの疑いを指摘している。上杉隆によれば、週刊朝日をはじめとした一部のマスコミが、小沢よりも検察側に疑義があるとキャンペーンを張ったことで、小沢への批判は弱まったとしている。
公設第一秘書らの起訴の際、東京地検の次席検事は記者会見において「国会議員の政治団体が、特定の建設業者から長年にわたり多額の金銭提供を受けてきた事実を、国民の目から覆い隠したもの。規正法の趣旨に照らして見過ごせない重大で悪質な事案と判断したと説明し、記者から「なぜ悪質といえるのか」「被告の認識は」との質問がなされていたが、特捜部長は刑事訴訟法第47条において公判前の書類開示は禁止されていることから、公判において明らかにすると回答した。また、収支報告書上に記載された献金についての立件については「寄付者の名義を変えてしまうことをどう評価するか。みなさんにご判断いただきたい」と答えている。これについて、国民新党の亀井静香代表代行は、「自民党は国民政治協会を通じて、小沢氏や民主党の何十倍もゼネコンから献金を受けている。この協会は全くダミーだ。検察はお構いなしなのか」「捜査がこれだけで終わるのであれば、なぜ今やったのかを国民に説明しないといけない」と述べた。
小沢と同様に西松建設から献金を受け取った議員のうち、二階を除く自民党議員（森、尾身など）に対し検察側が捜査の動きを見せていないことについて、『SAPIO』は、角福戦争以降歴史的に旧田中派と敵対して来た清和政策研究会の意向が検察の捜査に反映されていると指摘した（同誌は、小泉政権以降の自民党が検察に対して強い影響力を持つようになったことを指摘している）。また、陸山会が提出した政治資金収支報告書について、「公表義務の無い5万円以下の個人献金から西松の政治団体からの献金まで詳細に記載されており、透明性が高い」と指摘した上で、二階俊博による政治資金収支報告書では献金のほとんどが公表義務の無い5万円以下の個人献金であるかのように処理されている点を挙げて、検察による捜査の公平性について疑問を呈している。一方、「政治家側がダミー団体と認識していた明確な証拠がないだけ」とする報道もある。
『産経新聞』がFNNと合同でおこなった世論調査では、半数近くが「検察側の捜査は政治的に不公平」と回答し、「公平」とする回答を上回った（次期衆院選が近づく時期に国政に影響する捜査が不適切かという件については、「思わない」が「思う」を上回った）。